# تنغ محمد حاجي (شيروان)
تنغ محمد حاجی (بالفارسية: تنگ محمدحاجی) هي مستوطنة تقع في إيران في قسم شیروان الريفي. يقدر عدد سكانها بـ 137 نسمة .